# Tybaertiella convexa
Tybaertiella convexa är en spindelart som först beskrevs av Holm 1962.  Tybaertiella convexa ingår i släktet Tybaertiella och familjen täckvävarspindlar. Inga underarter finns listade i Catalogue of Life.